# جوئل آسورو
جوئل آسورو (انگلیسی: Joel Asoro؛ زادهٔ ۲۷ آوریل ۱۹۹۹) بازیکن فوتبال است.
از باشگاه‌هایی که در آن بازی کرده‌است می‌توان به باشگاه فوتبال ساندرلند اشاره کرد.
وی همچنین در تیم‌های ملی فوتبال زیر ۱۷سال سوئد و زیر ۲۱سال سوئد بازی کرده‌است.